# Classical Mushroom
Albums de {{Infected Mushroom}}
The Gathering
(1999) B.P. Empire
(2001)
Classical Mushroom est un album de trance psychédélique du groupe Infected Mushroom sorti le 2 janvier 2000.

## Titres
1. "Bust a Move" – 8:21
2. "None of this is Real" – 6:22
3. "Sailing in the Sea of Mushroom" – 8:18
4. "The Shen" – 8:33
5. "Disco Mushroom" – 8:46
6. "Dracul" – 8:00
7. "Nothing Comes Easy" – 7:26
8. "Mush Mushi" – 7:36
9. "The Missed Symphony" – 10:25